# Distrito Escolar Hueneme
El Distrito Escolar Hueneme (Hueneme School District) es un distrito escolar de California. Tiene su sede en Port Hueneme. Tiene aproximadamente 7.983 estudiantes. El distrito sirve Port Hueneme, partes de Oxnard, y áreas no incorporadas (Channel Islands Harbor y Silver Strand).